# Dobrave
Dobrave so del Ljubljanske kotline, ki ni uravnan tako kot preostali deli kotline. Obsega svet na obeh bregovih Save, Lipnice in Tržiške Bistrice med Radovljico, Tržičem in Kranjem.  
Ime so dobile po gozdovih (dob je vrsta hrasta), ki pokrivajo 60% površja, kar je največ gozdnih površin v Ljubljanski kotlini. Dobrave večinoma pokrivajo gričevja in konglomeratne terase, na katerih so kisle prsti. Na konglomeratih se nahajajo kraške oblike (neenakomerno globoka prst, vrtače, jame).

## Glavni industrijski kraji
Glavni industrijski kraji so Kropa s kovaško obrtjo, Kamna Gorica in Tržič, ki ima pomembno prometno vlogo, saj tu mimo poteka pot čez Ljubelj, ima pa tudi kovinsko, usnjarsko, tekstilno in obutveno industrijo, ki jo je pospeševala vodna sila.